# Berge (Prignitz)
Berge ist eine Gemeinde im Landkreis Prignitz in Brandenburg (Deutschland). Sie gehört dem Amt Putlitz-Berge mit Sitz in der Stadt Putlitz an.

## Geografie
Die Gemeinde befindet sich an den südlichen Ausläufern der Ruhner Berge an der Grenze zu Mecklenburg-Vorpommern. An der östlichen Gemeindegrenze entspringt der Schlatbach, der in südliche Richtung fließt und bei Perleberg in die Stepenitz mündet.

## Gemeindegliederung
Zur Gemeinde gehören fünf bewohnte Gemeindeteile:
| Berge      |
| Grenzheim  |
| Kleeste    |
| Muggerkuhl |
| Neuhausen  |

,
außerdem der Wohnplatz Simonshof.

## Geschichte
Die heutigen Ortsteile gehörten seit 1817 zum Kreis Westprignitz in der Provinz Brandenburg.
- Groß Berge und Klein Berge wurden 1938 zur Gemeinde Berge zusammengeschlossen. Berge lag dann ab 1952 im Kreis Perleberg im DDR-Bezirk Schwerin.
- Grenzheim erstritt diese Namensführung seit 1919, wurde in der Frühgeschichte lange unter „Swynekave“ geführt.[3][4]
- Kleeste gilt als Runddorf nach den führenden Konservatoren des frühen 20. Jahrhunderts um Theodor Goecke als im Ursprung slavische Siedlung. Um 1800 saßen im Dort acht Ganzbauern, zwei Büdner und acht Einlieger. Auch soll ein Rittergut bestanden haben.[5]
- Muggerkuhl: Hier entwickelte sich Anfang des 20. Jahrhunderts aus einem kleineren gutsherrlichen Besitz ein konventionelles Rittergut.[6] Eigentümer wurde der Offizier, zuletzt Oberstleutnant a. D., Werner von Eberhardt,[7] dessen Vater Gaspard von Eberhardt[8] und Großvater Heinrich von Eberhardt Generäle waren.[9]
- Neuhausen war lange ein Gutsdorf, zunächst in der Hand des Adelsgeschlechts von Rohr, nachfolgend der Familie von Winterfeld und bis zur Bodenreform als Erbe kurz an die briefadelige Familie von Busse.
- Simonshof, als Ackergehöft, ist spätestens 1855 ersterwähnt.[10] 1861 wurden (statistisch) drei Einwohner genannt.[11]

1971 wurde Neuhausen, 1972 Kleeste und 1973 Grenzheim nach Berge eingemeindet.
Zum 1. August 1992 wechselten die Ortsteile Pampin und Platschow zur Gemeinde Ziegendorf in Mecklenburg-Vorpommern. Seit 1993 gehört die heutige Gemeinde Berge zum brandenburgischen Landkreis Prignitz.

## Bevölkerungsentwicklung
| Jahr | Einwohner |
| ---- | --------- |
| 1939 | 0 433     |
| 1946 | 0 707     |
| 1950 | 0 634     |
| 1964 | 0 595     |
| 1971 | 0 697     |
| 1981 | 1 203     |
| 1985 | 1 154     |

| Jahr | Einwohner |
| ---- | --------- |
| 1990 | 1 081     |
| 1995 | 1 002     |
| 2000 | 1 004     |
| 2005 | 0 899     |
| 2010 | 0 793     |
| 2015 | 0 770     |
| 2020 | 0 743     |

| Jahr | Einwohner |
| ---- | --------- |
| 2021 | 711       |
| 2022 | 715       |
| 2023 | 723       |
| 2024 | 715       |

Gebietsstand des jeweiligen Jahres, Einwohnerzahl: Stand 31. Dezember (ab 1991), ab 2011 auf Basis des Zensus 2011, seit 2022 auf Basis des Zensus 2022

## Politik

### Gemeindevertretung
Die Gemeindevertretung von Berge besteht aus 10 Gemeindevertretern und der ehrenamtlichen Bürgermeisterin. Die Kommunalwahl am 9. Juni 2024 führte zu folgendem Ergebnis:
| Wählergruppe                                            | Stimmenanteil 2024 | Sitze 2024 | Stimmenanteil 2019 | Sitze 2019 |
| ------------------------------------------------------- | ------------------ | ---------- | ------------------ | ---------- |
| Wählergemeinschaft Aktive Bürger für die Gemeinde Berge | 100 %              | 10         | 73,3 %             | 7          |
| Wählergemeinschaft 93                                   | –                  | –          | 20,0 %             | 2          |
| Wählergruppe Kreisbauernverband Prignitz                | –                  | –          | 06,7 %             | 1          |

### Bürgermeister
- 1998–2003: Bernd-Uwe Arndt[17]
- 2003–2019: Werner Eckel[18]
- seit 2019: Susanne Scherfke-Weber[19]

Bei der Kommunalwahl 2024 wurde sie ohne Gegenkandidat in ihrem Amt mit 87,36 % der gültigen Stimmen bestätigt.

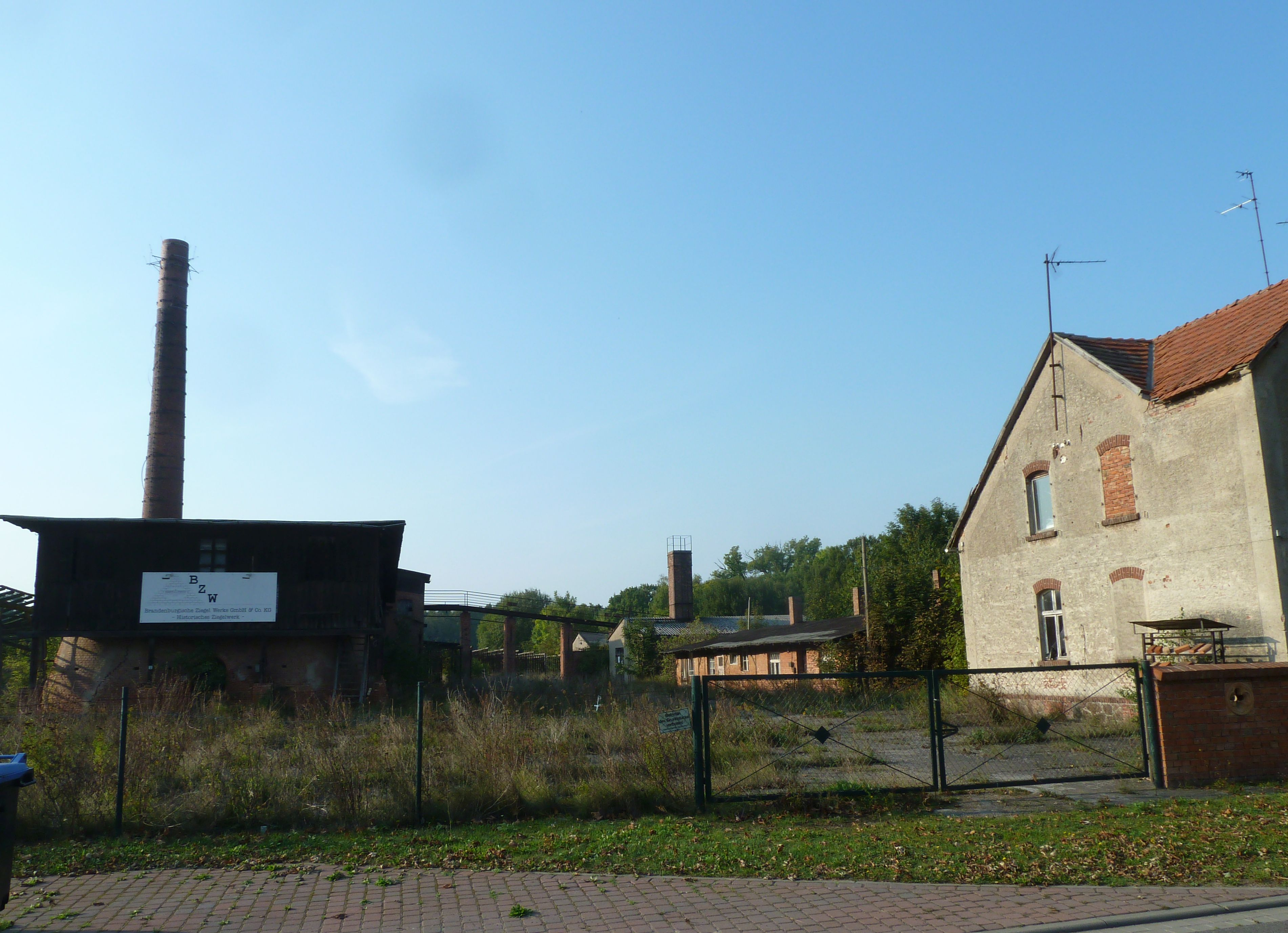
Ehemalige Ziegelei im Gemeindeteil Muggerkuhl

## Sehenswürdigkeiten
In der Liste der Baudenkmale in Berge (Prignitz) stehen die in der Denkmalliste des Landes Brandenburg eingetragenen Denkmäler (Auswahl):
- Dorfkirche Berge
- Dorfkirche Neuhausen
- Schloss Neuhausen ist ein sehenswertes Herrenhaus in der Gemeinde.

## Wirtschaft und Infrastruktur

### Verkehr
Berge liegt an der Landesstraße L 10 nach Perleberg und der L 104 nach Putlitz.
Der Bahnhof Berge (Prign) und der Haltepunkt Neuhausen lagen an der Westprignitzer Kreisringbahn, die 1975 stillgelegt wurde. Auf der Bahnstrecke Berge–Putlitz mit dem Bahnhof Berge (Prign) und den Haltepunkten Grenzheim und Muggerkuhl wurde der Verkehr 1968 eingestellt.

### Bildung
Im Ort sind eine Kindertagesstätte sowie eine Grundschule vorhanden.

## Söhne und Töchter der Gemeinde
- Robert Günther (1874–nach 1932), Politiker (DNVP)